# Roeselia marojejy
Roeselia marojejy är en fjärilsart som beskrevs av De Toulgoët 1982. Roeselia marojejy ingår i släktet Roeselia och familjen trågspinnare. Inga underarter finns listade.